# Lokal (Topologie)
Man sagt in der mathematischen Topologie, eine Eigenschaft topologischer Räume gelte lokal für einen topologischen Raum {\displaystyle T}, wenn für jede Wahl eines Punktes {\displaystyle x} in {\displaystyle T} eine Umgebungsbasis von {\displaystyle x} existiert, deren Elemente die Eigenschaft haben.
Eine Eigenschaft topologischer Räume heißt lokal, wenn sie mit der zugehörigen lokalen Eigenschaft übereinstimmt.

## Beispiele
Lokale Eigenschaften:
- Stetigkeit

Oft ist die lokale Eigenschaft schwächer als die ursprüngliche:
- lokal zusammenziehbar ist schwächer als zusammenziehbar
- lokalkompakt ist schwächer als kompakt
- lokal Hausdorffsche Räume sind nicht notwendig Hausdorffsch

Manchmal ist die lokale Eigenschaft stärker als die ursprüngliche:
- lokal einfachzusammenhängend ist stärker als semilokal einfachzusammenhängend

Im Allgemeinen ist die lokale Eigenschaft weder stärker noch schwächer:
- Der Kamm ist wegzusammenhängend, aber nicht lokal wegzusammenhängend, der diskret topologisierte zweielementige Raum ist lokal wegzusammenhängend, aber nicht wegzusammenhängend.
- Ein System von Teilmengen eines topologischen Raums heißt lokal endlich, falls jeder Punkt eine Umgebung hat, die nur endlich viele der Teilmengen berührt.
- Ein topologischer Raum ist lokal metrisierbar, falls jeder Punkt eine metrisierbare Umgebung besitzt.